# Sophie Amalie Adeler
Sophie Amalie Adeler (født 10. august 1666, død i 1734) var en dansk Rigsgrevinde, gift Trampe.
Hun var datter af søhelten Cort Adeler og dennes anden hustru Anna Pelt (1640–1692). Den 24. maj 1683 blev hun i København gift med officeren Adam Frederik Trampe (1650–1704). Giftemålet gjorde Trampe til en rig mand og han købte gårdene Løgismose og Flenstofte, begge på Fyn. Parret havde også en stor ejendom i Silkegade i København. Kort før sin død blev Trampe udnævnt til rigsgreve af kejser Leopold I. Sophie Amalie blev som enke boende på Løgismose, her opsatte hun i 1726 en sandstensportal som stadig pryder hovedindgangen. Hun døde i 1734 og blev begravet den 21. september samme år i Vor Frue i København.
Ved hendes død arvede sønnen Conrad gården, men han døde allerede året efter. De fem efterladte søstre overlod herefter Løgismose til Sophie Hedvig og Frederikke Louise, som begge var ugifte. Datteren Anne Elisabeth (1690–1757), blev gift med officeren Hans Wilhelm Rømer (1681–1748), som virkede i Norge.